# رنکین (دهانه)
رنکین یک دهانه برخوردی در ماه‌ است.